# تبنت
تبنت (به فرانسوی: Tabounte) یک کومون در مراکش است که در درعه تافیلالت واقع شده‌است. تبنت  ۲۱٬۱۹۸ نفر جمعیت دارد.